# Parque Municipal da Barreirinha
Parque Municipal da Barreirinha é um parque situado na cidade de Curitiba, localizado no bairro da Barreirinha, a cerca de 9 km do Centro.
Uma área de 275 mil m², com três lagos, foi transformada em parque em 1972. Sua flora é repleta de araucárias, aroeiras, canelas, bracatingas, pés de erva-mate e outras espécies nativas. Aves e pequenos animais também frequentam o parque.
Anexo ao parque está o Horto Municipal,  onde se desenvolve pesquisas científicas e produção de espécimes vegetais. As instalações do parque também incluem biblioteca infantil, cabana rústica, lanchonete e churrasqueiras.
O bairro da Barreirinha, onde fica o parque, é marcado por contribuições culturais de imigrantes poloneses. A região fazia parte de um núcleo colonial polonês, no início do século XX.